# Joseph Magiera
Joseph Magiera (Blénod-lès-Pont-à-Mousson, Francia; 6 de marzo de 1939 – 24 de octubre de 2024) fue un futbolista y entrenador de fútbol francés que jugó en la posición de guardameta.

## Equipos
| Periodo   | Club                           |
| --------- | ------------------------------ |
| 1959–1962 | FC Nancy                       |
| 1962–1970 | Valenciennes FC                |
| 1970–1972 | AS Nancy                       |
| 1972–1977 | CS Blénod (entrenador-jugador) |

## Militar
Fue parte del ejército francés en 1962.